# Aludur
Aludur – stop aluminium z krzemem i manganem. Cechuje się wysoką odpornością na korozję. W związku z tym wykorzystuje się go przy produkcji przewodów linii wysokiego napięcia i innych elementów konstrukcyjnych, które bywają narażone na złe warunki eksploatacji.